# Ramón Salvatierra y Molero
Ramón Salvatierra y Molero (n. 1829) fue un pintor español.

## Biografía

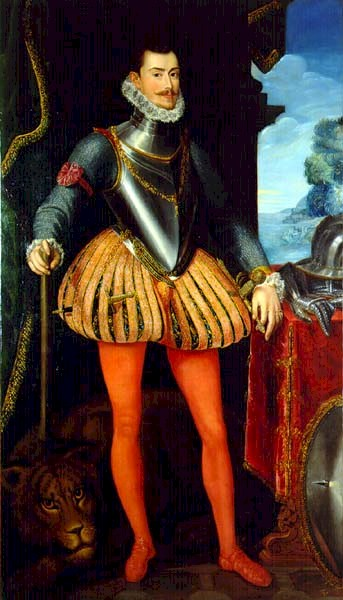
Don Juan de Austria, copia de Salvatierra de un cuadro original de Alonso Sánchez Coello (Museo Naval de Madrid).

Nació en Madrid en 19 de febrero de 1829, hijo de Valeriano Salvatierra y Barriales. Fue discípulo en un principio de Vicente López y, posteriormente, de Juan Ribera y de las clases de la Academia de San Fernando. Dedicado casi exclusivamente a la enseñanza del dibujo, tanto en la Escuela Pía de San Fernando como en su casa, es muy escaso el número de obras de verdadera importancia que llegó a terminar.
Entre ellas, fuera de sus muchas copias de cuadros del Museo, se encontraron un lienzo de grandes dimensiones representando La fundación de un colegio religioso para la Espluga de Francoli (Tarragona); para la Escuela Pía de San Fernando, un Retrato de medio cuerpo del Padre Juan Cayetano Losada y Una Virgen de las Escuelas Pías, regalados por el autor; y para el Museo Naval un Retrato de D. Juan de Austria, otro de Doña Isabel II, otro de Antonio Oquendo, los de los generales Riquelme y Armero y diferentes marinas, entre ellas una Vista de la Aduana, otra del Golfo de Nápoles con la escuadra de instrucción al mando del General Rubalcaba y el Naufragio del navío Asia.